# 法蔵寺 (名古屋市中村区)
法蔵寺（ほうぞうじ）は愛知県名古屋市中村区名駅南二丁目にある天台宗の単立寺院。

## 概要
山号は久住山（くじゅうさん）。本尊は木造阿弥陀如来坐像で恵心僧都作と伝わっており、「八角堂」の通称で知られる。

## 歴史
創建年代の詳細な記録は無いが元々は清須にあった寺で、当初は春日井郡の密蔵院の末寺であった。清洲越しに際して僧侶の豪三によって愛知郡名古屋村六句（現在の西区）に移されたのち、貞享2年（1685年）に替地出来町（現在の西区那古野）に移された際に福泉寺の管轄下に置かれた。
享保元年（1716年）に尊寿院の六世・智鋒によって新尾頭町（現在の熱田区）の尊寿院の控屋敷へと移されたが、享保9年（1724年）に現在地に移転。同年に比叡山安楽律院の末寺となり、寛延4年（1751年）に江戸寛永寺末となったがその後再び安楽律院末に戻った
享保9年の移転の際、7代藩主・徳川宗春より名古屋城御深井丸にあった八角堂の用材を賜り、翌年にかけてこれを移築して本堂としたと伝わる。この堂は寛永10年（1633年）に尾張藩初代藩主徳川義直が二之丸御殿の庭園に建立した聖堂で、金声玉振閣（きんせいぎょくしんかく）と名づけられていた。元々清洲城にあったものを移したともされ、義直の没後は解体されていたという。そのほか、尾張名所図会には、寺の門前に清水が湧き出して名泉として名高かったとの記述がある。

## 近代
1931年（昭和6年）、火災により八角堂を焼失。直後に再建されたものの、1945年（昭和20年）5月17日の名古屋大空襲により再び焼失した。その後、八角堂は長らく基礎のみの状態であったが、2004年（平成16年）に再々建されている。平時は門扉が閉じられており、2016年（平成28年）現在では拝観（一般公開）は毎月第1土曜日のみ。